# Sloveniens cup (volleyboll, damer)
Sloveniens cup är en volleybolltävling för damklubblag i Slovenien. Tävlingen har hållits sedan landets självständighet och arrangeras av dess volleybollförbund Odbojkarska Zveza Slovenije.

## Resultat per år[1]
| Upplaga                 | Upplaga               | Podium             | Podium                                                                | Podium                |
| Säsong                  | Spelplats för finalen | Mästare            | Matchresultat                                                         | Finalist              |
| ----------------------- | --------------------- | ------------------ | --------------------------------------------------------------------- | --------------------- |
| 1991-92 mer information | -                     | OK Branik          |                                                                       |                       |
| 1992-93 mer information | -                     | OK Branik          |                                                                       |                       |
| 1993-94 mer information | -                     | OK Branik          |                                                                       |                       |
| 1994-95 mer information | -                     | OK Celje           | 3 - 0 (15-10, 16-14, 15-7) 1 - 3 (11-15, 15-8, 8-15, 4-15)            | OK Koper              |
| 1995-96 mer information | -                     | OK Branik          | 3 - 0 (15-10, 15-4, 15-6) 3 - 1 (15-11, 15-8, 11-15, 15-9)            | OK Celje              |
| 1996-97 mer information | -                     | OK Koper           | 2 - 3 (15-6, 10-15, 9-15, 15-2, 7-15) 3 - 0 (15-3, 15-12, 6-15, 15-4) | ŽOK Novo Mesto        |
| 1997-98 mer information | -                     | OK Branik          | 3 - 2 (15-13, 9-15, 12-15, 15-9, 15-11)                               | OK Koper              |
| 1998-99 mer information | -                     | OK Branik          | 3 - 1 (15-3, 15-11, 15-9)                                             | OK Koper              |
| 1999-00 mer information | -                     | OK Branik          | 3 - 0 (15-16, 27-25, 25-15)                                           | OK HIT Nova Gorica    |
| 2000-01 mer information | -                     | OK Branik          | 3 - 1 (25-20, 21-25, 25-20, 25-14)                                    | OK HIT Nova Gorica    |
| 2001-02 mer information | -                     | OK Branik          | 3 - 2 (25-16, 25-7, 20-25, 19-25, 15-11)                              | OK HIT Nova Gorica    |
| 2002-03 mer information | -                     | OK Branik          | 3 - 0 (25-22, 26-24, 25-14)                                           | OK HIT Nova Gorica    |
| 2003-04 mer information | -                     | OK Vital           | 3 - 0 (25-18, 25-15, 25-21)                                           | OK HIT Nova Gorica    |
| 2004-05 mer information | -                     | OK Vital           | 3 - 0 (25-21, 25-14, 25-23)                                           | OK HIT Nova Gorica    |
| 2005-06 mer information | -                     | OK HIT Nova Gorica | 3 - 0 (25-10, 25-19, 25-6)                                            | ŽOK Šentvid Ljubljana |
| 2006-07 mer information | -                     | OK HIT Nova Gorica | 3 - 1 (19-25, 25-23, 25-20, 25-21)                                    | ŽOK Novo Mesto        |
| 2007-08 mer information | Nova Gorica           | OK HIT Nova Gorica | 3 - 1 (25-20, 25-17, 18-25, 25-20)                                    | OK Branik             |
| 2008-09 mer information | Nova Gorica           | OK HIT Nova Gorica | 3 - 1 (25-17, 25-16, 23-25, 25-22)                                    | OK Branik             |
| 2009-10 mer information | Kamnik                | OK Branik          | 3 - 1 (25:21, 21:25, 27:25, 25:21)                                    | OK Kamnik             |
| 2010-11 mer information | Maribor               | OK Branik          | 3 - 1 (24-26, 25-18, 25-18, 17-25, 15-11)                             | OK Kamnik             |
| 2011-12 mer information | Kamnik                | OK Branik          | 3 - 2 (25-27, 18-25, 25-22, 25-18, 15-12)                             | OK Kamnik             |
| 2012-13 mer information | Šempeter pri Gorici   | OK Kamnik          | 3 - 1 (22-25, 25-15, 25-19, 25-15)                                    | OK Branik             |
| 2013-14 mer information | Hoče-Slivnica         | OK Kamnik          | 3 - 1 (25-23, 20-25, 25-19, 25-23)                                    | OK Branik             |
| 2014-15 mer information | Šempeter pri Gorici   | OK Branik          | 3 - 0 (25-18, 25-10, 25-14)                                           | OK Koper              |
| 2015-16 mer information | Kamnik                | OK Branik          | 3 - 0 (25-9, 25-14, 25-23)                                            | OK Kamnik             |
| 2016-17 mer information | Kranj                 | OK Branik          | 3 - 2 (25-21, 21-25, 25-23, 25-27, 15-7)                              | OK Kamnik             |
| 2017-18 mer information | Hoče-Slivnica         | OK Branik          | 3 - 1 (25-17, 25-13, 20-25, 26-24)                                    | OK Kamnik             |
| 2018-19 mer information | Kanal ob Soči         | OK Kamnik          | 3 - 1 (19-25, 27-25, 27-25, 27-25)                                    | OK Branik             |
| 2019-20 mer information | Kamnik                | OK Branik          | 3 - 2 (25-21, 19-25, 26-24, 17-25, 17-15)                             | OK Kamnik             |
| 2020-21 mer information | -                     | Ej utsedda         | Ej utsedda                                                            | Ej utsedda            |
| 2021-22 mer information | Ljubljana             | OK Kamnik          | 3 - 1 (25-21, 17-25, 25-22, 25-20)                                    | OK Branik             |

## Resultat per klubb
| Lag                | Antal titlar | Säsonger |
| ------------------ | ------------ | --- |
| OK Branik          | 18           | 1991-92, 1992-93, 1993-94, 1995-96, 1997–98, 1998–99, 1999–00, 2000–01, 2001–02, 2002-03, 2008–09, 2010–11, 2011–12, 2012–13, 2013–14, 2016–17, 2017–18, 2019-20 |
| OK HIT Nova Gorica | 4            | 2005-06, 2006-07, 2007-08, 2008-09 |
| OK Kamnik          | 4            | 2012-13, 2013-14, 2018-19, 2021-22 |
| OK Vital           | 2            | 2003-04, 2004-05 |
| OK Celje           | 1            | 1994-95 |
| OK Koper           | 1            | 1996-97 |